# Schistidium pachyneurulum
Schistidium pachyneurulum là một loài Rêu trong họ Grimmiaceae. Loài này được (Müll. Hal. & Kindb.) Ochyra mô tả khoa học đầu tiên năm 1998.